# Радулино
Радулино (Раду́лин) — проміжна станція 4-го класу Коростенської дирекції Південно-Західної залізниці (Україна), розміщена на дільниці Звягель I — Шепетівка між зупинними пунктами Мирославль (відстань — 5 км) і Дубіївка (5 км). Відстань до ст. Звягель I — 31 км, до ст. Шепетівка — 32 км.
Розташована на північно-західній околиці Дубрівки Звягельського району Житомирської області.
Відкрита 1932 року. У 2006 році електрифікована у складі дільниці Яблунець — Шепетівка.